# Structura și arhitectura universului
Universul ar avea o vechime de cca  15 miliarde de ani;după Stephen Hawking  vârsta sa ar fi  de 13,7 miliarde de ani.
Universul are în compunerea sa materia vizibilă (galaxii, stele, planete, asteroizi, praf) care reprezintă cca 10 % din masa totală a sa precum și materia întunecată și energia întunecată care ar reprezenta cca 90% din masa universului.

## Componenentele masei universului
- Mai puțin de o sutime din masa universului  o reprezintă masa tuturor stelelor pe care le putem vedea în galaxia noastră și alte galaxii și care formează universul vizibil.

- Materia întunecată pe care n-o putem vedea direct dar despre care știm că trebuie să fie acolo datorită influenței atracției gravitaționale asupra stelelor care orbitează în oricare galaxie reprezintă cam o zecime din cantitatea de materie din univers.

- Alte forme de materie întunecată ce n-au fost încă detectate [de ex neutrinii ce interacționează foarte slab cu materia  au o infimă masă, deci pot constitui o formă de materie întunecată].

- În ultimii ani au apărut  noi observații care au permis  fizicienilor să  postuleze existența unei substanțe încă neidentificate ca atare -  energia întunecată (afirmația aparține lui St. Hawking și este  consemnată la pag 76 a cărții „O mai scurtă istorie a timpului” apărută la ed Humanitas în 2007).

## Materie și antimaterie
În Univers există  și antimaterie. În 1932 s-a confirmat existența antielectronului iar în 1955 a fost descoperit antiprotonul. În Univers nu există o simetrie a numărului de particule de materie și antimaterie pentru că acestea s-ar anihila reciproc și n-ar mai fi fost nimic. Dar în loc de nimic, există materie (cea detectabilă) și materie neagră (nedetectabilă, neradiantă, sau masa neagră a Universului). Deci, la nașterea Universului a existat o asimetrie în favoarea materiei. Aceasta nu exclude și un Univers paralel, format din Big Bang – ul unui antiholon, în care există preponderent antimaterie și unde existența materiei este improbabilă fizic.
Există convingerea că nu sunt cunoscute încă toate formele și posibilitățile de manifestare ale materiei.

## Energiile de legătură determinante în structurarea universului
În natură se evidențiază forțele de legătură care sunt:
- legăturile electromagnetice ce determină stabilitatea sistemului ce-l constituie atomul de hidrogen – format din două particule: electronul și protonul. Masa însumată a electronului și protonului este mai mare decât masa atomului de hidrogen cu 13,6 electro-volți; această diferență de masă (a suta milioana parte ) este emisă sub formă  de energie ( un foton ultraviolet) în momentul combinării și caracterizează forța electromagnetică la nivelul structurilor atomice și moleculare.. Fotonul părăsește  atomul transportând departe echivalentul energetic al acestei „mase lipsă”.

- legăturile nucleare ce determină stabilitatea sistemului ce-l constituie atomul de hidrogen greu (deuteronul ). Luați separat, protonul și neutronul sunt mai grei decât sistemul legat format de aceste două particule (deuteronul ). Diferența de masă este eliberată sub formă de energie (o rază gama ) în momentul combinării; această diferență de masă, aproape a mia parte, caracterizează forțele nucleare.

- legăturile între quarcuri – nucleonii sunt sisteme legate, constituite din trei quarcuri. Energiile de legătură sunt mult superioare celor din cadrul sistemelor nucleare și sunt în curs de determinare.

- legăturile gravifice  ce determină păstrarea sistemelor cosmice – sistemul Pământ – Lună, sistemul solar, galaxiile, roiurile și superroiurile.  Luate separat, Pământul și Luna sunt mai grele decât sistemul legat Pământ – Lună (Luna se află pe orbită în jurul Pământului). Diferența de masă a fost emisă sub formă de căldură în momentul formării sistemului solar. Această diferență, care este de un miliard de tone, reprezintă de fapt 3 x 10-14 din masele combinate ale Pământului și Lunii și este mult mai mică decât valorile arătate mai sus. De asemeni Soarele este mai ușor decât norul interstelar ai cărui atomi i-a moștenit. Energia câștigată a fost transformată în parte în radiații. Cealaltă parte a servit la încălzirea lui.

## Ordinea somptuoasă a universului
Limitele Universului observabil ar fi de 15 miliarde de ani-lumină, pentru că la această distanță galaxiile (quasarii) se deplasează cu 85-90% din viteza luminii, ceea ce înseamnă că ce-i dincolo de ei / ele nu putem fizic vedea  ( viteza de deplasare a luminii  = 300,000 km / sec.)
Deci ce vedem cu telescoapele cele mai performante este orizontul universal sau cosmologic.
Universul vizibil ar fi constituit din cca 1019 de stele cuprinse în  cca 1011 de  galaxii de mărimea Căii Lactee. 
Universul este format din:
- Galaxii ce conțin milioane de stele; distanța între galaxii este de un milion de ani-lumină.  Formarea galaxiilor și a stelelor s-a datorat scăderii căldurii inițiale (micșorarea temperaturii a fost un efect al expansiunii universului) care a facilitat apariția forței gravitației. Aceasta, la rândul ei, a determinat condensări masive în interiorul materiei ce vor transforma o parte din energia lor în căldură internă, apărând astfel stelele calde și strălucitoare.

- Stelele pot fi de tipul:  normale (ca Soarele);    uriași roșii;	  pitice albe; pitice negre; nove;  supernove;  pulsari(stele neutronice);   găuri negre.

Vârsta celor mai bătrâne stele este de 12 – 15 miliarde de ani, adică vârsta (vechimea) Universului;
Soarele are o vechime de 5 miliarde de ani și peste alți 5 miliarde de ani devine un uriaș roșu; prin creșterea dimensiunii și creșterea   permanentă a temperaturii  va îngloba corpurile astrale învecinate și va deveni apoi o stea pitică albă. Sistemul solar este compus din 9 planete. Pământul (Terra ) este a 5-a planetă ca mărime și are o vechime de cca 4,6 miliarde de ani iar viața pe Pământ a apărut acum cca 3,5 miliarde de ani.
- Roiuri de galaxii format din grupuri de galaxii; galaxia Calea Lactee face parte din Grupul Local de galaxii ce are o dimensiune de 5 milioane de ani-lumină.

Calea Lactee  are o vechime de 10 - 12 miliarde de ani - este socotită drept o galaxie tânără – și are 4x1012 de corpuri astrale (inclusiv planetele); este de formă lenticulară cu un diametru de 100.000 de ani-lumină și o grosime de 5 ani-lumină.
- Superroiuri ale căror dimensiuni se măsoară în zeci de milioane de ani-lumină;

- Quasarii care sunt socotiți drept cele mai depărtate galaxii situate la cca 12 miliarde de ani-lumină, deci la orizontul cosmologic.Quasarii sunt corpuri cvasi-stelare, probabil galaxii și care se află la limita universului observabil;  sunt  extrem de luminoase, emit lumină în domeniul lungimilor de undă vizibile și sunt foarte puternice surse de unde radio.

Uneori reziduurile stelare devin mai dense decât o stea neutronică, caz în care forța de gravitație foarte mare împiedică să emane lumină; astfel de obiecte poartă numele de „găuri negre”.